# Diecéze Archelaïs
Diecéze Archelaïs je titulární diecéze římskokatolické církve.

## Historie
Archelaïs, což odpovídá Khirbet el-Beiyudat na území Palestiny, je starobylé biskupské sídlo v římské provincii Palestina I.. Sídlo bylo součástí Jeruzalémského patriarchátu a sufragannou arcidiecéze Caesarea.
Jsou známi dva biskupové této diecéze. Timotheus se zúčastnil dvou synod v Konstantinopoli, pořádaných roku 448 a 449, proti Eutychiusovi. Antiochus se účastnil roku 451 Chalkedonského koncilu.
Kostel z byzantského období byl objeven v Khirbet el-Beiyudat, datovaný do období druhé poloviny 6. století.
Dnes je Archelaïs využívána jako titulární biskupské sídlo; v současné době je bez titulárního biskupa.

## Seznam biskupů
- Timotheus (před rokem 448 – po roce 449)
- Antiochus (zmíněn roku 451)

## Seznam titulárních biskupů
- 1897 – 1903 Mariano Cidad y Olmos
- 1904 – 1905 Ercolano Marini
- 1906 – 1913 Ignazio Zuccaro
- 1914 – 1916 Modesto Augusto Vieira
- 1918 – 1925 Joseph-Fructueux Bourgain, M.E.P.
- 1939 – 1955 Jules Halbert, S.M.
- 1955 – 1968 Antonio María Michelato Danese, O.S.M.